# Villotran

Villotran este o comună în departamentul Oise, Franța. În 1 ianuarie 2018 avea o populație de 273 de locuitori.